# 4 Canadian Mechanized Brigade Group

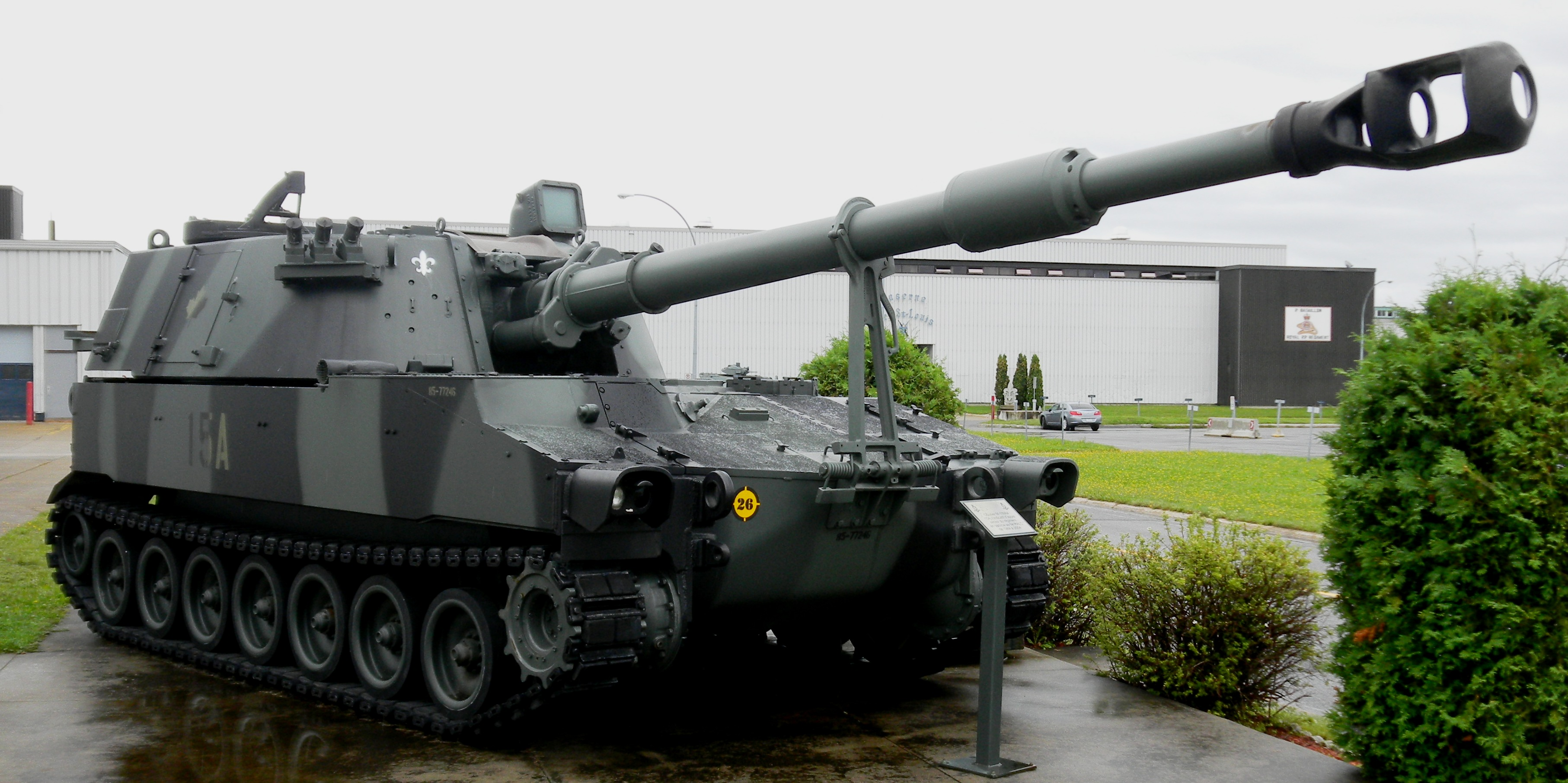
M-109 Panzerhaubitze der 4 CMBG

Die 4 Canadian Mechanized Brigade Group (4 CMBG) war ein Heeresverband der kanadischen Armee und gehörte später als Teil der Übersee eingesetzten Canadian Forces Europe zum Mobile Command. Der mechanisierte Infanterieverband diente als wichtigstes vorwärts eingesetztes Landelement der kanadischen Streitkräfte und war von 1957 bis zu seiner Auflösung im Jahr 1993 in Westdeutschland stationiert.

## Geschichte
Im Jahr 1951 wurde die 27. kanadische Infanterie-Brigade nach Europa verlegt, gefolgt 1953 von der 1. kanadischen Infanterie-Brigade (1 Canadian Infantry Brigade Group/1 CIBG), schließlich 1955 von der 2 CIBG und 1957 von der 4 CIBG.
1959 gegen Ende der Stationierungszeit der 4 CIBG, änderte Kanada seine bisherige Verstärkungspolitik bei seinem deutschen NATO-Verbündeten. Anstatt komplette Brigaden alle zwei Jahre rotieren zu lassen, wurde beschlossen, die 4 CIBG und die dazugehörigen Brigadeeinheiten dauerhaft in Deutschland zu stationieren und stattdessen die wichtigsten Kampfelemente alle drei Jahre nach Deutschland zu verlegen. Die permanente Anwesenheit der drei mechanisierten Infanteriebataillone führte dazu, dass die kanadische Brigade am 1. Mai 1968 in 4 Canadian Mechanized Brigade Group umbenannt wurde.
Etwa zur gleichen Zeit kündigte Premierminister Pierre Trudeau eine Überprüfung der kanadischen Außenpolitik an, zu der auch eine Untersuchung der Rolle der 4 CMBG gehörte, der wichtigsten Streitmacht des kanadischen Militärs in Übersee. Das Endergebnis war die Ankündigung des Premierministers, im Rahmen einer allgemeinen Kürzung der Verteidigungsausgaben das kanadische Militärengagement in Europa um die Hälfte zu reduzieren.
Die Aufgabe der 4 CMBG wurde ebenfalls neu geregelt. Sie war im Folgenden nicht mehr aktiver Bestandteil der BAOR (British Army of Rhine), sondern diente als Reserve für das VII. US-Korps, beziehungsweise für das II. DE-Korps, welches seinen Hauptsitz in Lahr, in Süddeutschland, hatte. Vor allem führte diese Verkleinerung und Umstrukturierung zum Rückzug von taktischen Atomwaffen. 4 CMBG verwendete eine große Anzahl kanadischer Panzer und -fahrzeuge und verblieb als eine der wenigen NATO-Panzerformationen bis zum Ende des Kalten Krieges.
Die 4 CMBG nahm in Deutschland an zahlreichen NATO-Großmanövern wie Constant Enforcer 79, Scharfe Klinge 81, Flinker Igel 84, Certain Sentinel 86 und Buntes Fähnlein 86 sowie verschiedenen Reforger-Manövern teil.
Als die 1. kanadische Division (1st Canadian Division) 1989 reaktiviert wurde, fungierte die 4 CMBG als vorwärts eingesetzte Brigade der Division, die der Armeegruppe CENTAG war. Das Ende des Kalten Krieges brachte die endgültige Einschränkung der militärischen Präsenz Kanadas in Europa mit sich. 1993 wurde die 4 CMBG aufgelöst.

## Gliederung 1984
Die kanadische Brigade in Lahr untergliederte sich wie folgt:
- Hauptquartier Divisionsstab der 4 CMBG mit Fernmeldeeinheiten
- 1st RCHA (Royal Canadian Horse Artillery): 15x Blowpipe-Zug und 4 Panzerartillerie-Batterien mit je sechs M109 Panzerhaubitzen
- The Royal Canadian Dragoons (RCD): eine PzAufklKp mit 20 Lynx-Spähpanzern und drei Panzerkompanien,  zu je 19 Leopard-Kampfpanzern
- 3 Mechanized Commando
- 1st Battalion/Royal 22e Regiment (RCR): vier mechanisierten Infanteriekompanien, ein Panzeraufklärungszug mit neun Lynx-Spähpanzern, ein Panzermörserzug mit 8 × 81mm Mörsern, ein Panzerabwehrzug mit 18 TOW-Panzerabwehrlenkraketen und ein Panzerpionierzug
- 4 Service Bataillon
- 4 CMSU
- 4 Field Squadron der Royal Canadian Engineers

## Gliederung 1989
Von 1989 bis Ende des Kalten Krieges war die 4 CMBG der 1st Canadian Mechanized Infantry Division unterstellt.
- Headquarters in Lahr
- 8th Canadian Hussars (Princess Louise's) Panzerregiment (59 Leopard 1C-1, 24 Lynx, drei Leopard ARV – Armoured Recovery Vehicle – Bergepanzer, 23 M113)
- 1st Battalion/Royal 22e Régiment (Mech)
- 3rd Battalion/The Royal Canadian Regiment (Mech)
- 1st Regiment/Royal Canadian Horse Artillery – Panzerhaubitzen und leichte Flugabwehrsysteme (24 M109 A2, 15 Blowpipe SAM-Flugabwehrrakete)
- 4th Air Defence Regiment/Royal Canadian Artillery – motorisierte Flugabwehr-Artillerie (Oerlikon 35-mm-Zwillingskanone)
- 4th Combat Engineer Regiment/Royal Canadian Engineers – motorisierte Pioniere (3 Biber-Brückenlegepanzer, 19 M113 Mannschaftstransporter, drei Lynx Spähpanzer)
- 444 Helicopter Squadron – leichtes Hubschraubergeschwader (12 Bell OH-58 Kiowa Aufklärungshubschrauber )

Obwohl die Brigade eine kleine Struktur hatte, verfügte sie über modernes militärisches Großgerät. Dazu gehörten: Leopard C-1, Lynx, M109A2, M113, Javelin, Blowpipe, Oerlikon 35mm, and CH-136.

## Unterstellungsverhältnisse
Folgende Einheiten waren zeitweise der 4 CIBG/4 CMBG unterstellt:
- The Royal Canadian Dragoons Panzerregiment von 1957 bis 1959 und 1970 bis 1987
- Lord Strathcona's Horse (Royal Canadians) Panzerregiment von 1966 bis 1970
- 8th Canadian Hussars (Princess Louise's) Panzerregiment von 1960 bis 1964 und 1987 bis 1993
- The Fort Garry Horse Panzerregiment von 1962 bis 1966

- 1st Battalion/Canadian Guards Infanterieregiment von 1959 bis 1962
- 2nd Battalion/Canadian Guards Infanterieregiment von 1957 bis 1959
- 1st Battalion/The Royal Canadian Regiment (Infanterieregiment) von 1962 bis 1965
- 2nd Battalion/The Royal Canadian Regiment (Infanterieregiment) von 1965 bis 1969
- 3rd Battalion/The Royal Canadian Regiment (Infanterieregiment) von 1977 bis 1984 und 1988 bis 1993
- 1st Battalion/Princess Patricia's Canadian Light Infantry (Infanterieregiment) von 1964 bis 1967
- 2nd Battalion/Princess Patricia's Canadian Light Infantry  (Infanterieregiment) von 1966 bis 1970 und 1984 bis 1988
- 1st Battalion/Royal 22e Régiment  (Infanterieregiment) von 1967 bis 1993
- 2nd Battalion/Royal 22e Régiment (Infanterieregiment) von 1965 bis 1969
- 1st Battalion/The Queen’s Own Rifles of Canada (Infanterieregiment) von 1960 bis 1964
- 2nd Battalion/The Queen’s Own Rifles of Canada (Infanterieregiment) von 1957 bis 1959
- 2nd Battalion/The Black Watch (Royal Highland Regiment) of Canada (Infanterieregiment) von 1962 bis 1965
- 3rd Mechanized Commando/The Canadian Airborne Regiment (Luftlanderegiment) von 1970 bis 1977

- 1st Regiment, Royal Canadian Horse Artillery (Artillerieregiment) von 1957 bis 1960 und 1967 bis 1993
- 2nd Regiment, Royal Canadian Horse Artillery (Artillerieregiment) von 1964 bis 1967
- 3rd Regiment, Royal Canadian Horse Artillery (Artillerieregiment) von 1960 bis 1964

## Kommandeure
- Brigadier D.C. Cameron 14. November 1957 – 20. Dezember 1960
- Brigadier C.B. Ware 20. Dezember 1960 – 25. August 1962
- Brigadier M.R. Dare 25. August 1962 – 10. Dezember 1964
- Brigadier A.J. Tedlie 10. Dezember 1964 – 15. September 1966
- Brigadier E.A.C. Amy 15. September 1966 – 27. Januar 1968
- Brigadier General J.C. Gardner 27. Januar 1968 – 3. Juli 1970
- Brigadier General W.C. Leonard 3. Juli 1970 – 27. Juli 1971
- Brigadier General J. Chouinard 27. Juli 1971 – 13. Juli 1972
- Brigadier General P.V.B. Grieve 13. Juli 1972 – 1. Juli 1974
- Brigadier General C.H. Belzile 1. Juli 1974 – 19. Juli 1976
- Brigadier General J.E. Vance 19. Juli 1976 – 1. Juli 1978
- Brigadier General J.A. Fox 1. Juli 1978 – 1. Juli 1980
- Brigadier General A.J.G. D. de Chastelain 1. Juli 1980 – 1. Juli 1982
- Brigadier General R.J. Evraire 1. Juli 1982 – 20. Juli 1984
- Brigadier-General John K. Dangerfield         20. Juli 1984 – 9. Juli 1986
- Brigadier-General J.E.P. Lalonde              9. Juli 1986 – 15. September 1987
- Brigadier-General Tom F. de Faye              15. September 1987 – 13. Juli 1989
- Brigadier-General J.M. Robert Gaudreau        3. Juli 1989 – 13. April 1991
- Brigadier Clive J. Addy                       3. April 1991 – 13. Juni 1992
- Colonel R.G Meating                           13. Juni 1992 – 1. Juli 1993